# Sommerens Farvel
Sommerens Farvel er en dokumentarfilm fra 1917 af ukendt instruktør.